# Xavier Armendáriz
Xavier Armendariz Salamero (Santiago, 28 de diciembre de 1961) es un abogado chileno.

## Biografía
Estudió en el Liceo 11 de Las Condes (actual, Liceo Rafael Sotomayor) y luego entró a Derecho en la Universidad de Chile. Se desempeñó como Fiscal Regional a cargo de la Fiscalía Regional Metropolitana Oriente, conforme a la nueva organización y jerarquía que establece el Ministerio Público chileno, organismo creado en el marco de la Reforma Procesal Penal de 2005. 
Se hizo conocido luego de llevar adelante la investigación por abusos sexuales contra menores de edad en contra del exsenador Jorge Lavandero. En su cargo también investigó el «caso Bombas», hasta que a mediados de 2010 tuvo que entregar los antecedentes al exfiscal Alejandro Peña, y el «caso Karadima», en el que finalmente se inhabilitó para que el caso sea tramitado por la justicia antigua.
Anunció su retiro del cargo el 22 de abril de 2011, y cesó de sus funciones el 22 de mayo de 2011, encontrándose a cinco meses de terminar su periodo legal en el Ministerio Público.
El 1 de julio de 2011, asumió el cargo de decano de la Facultad de Derecho de la Universidad San Sebastián, cuyo cargo terminó en el 2014. También es voluntario de bomberos en la 14.ª Compañía del Cuerpo de Bomberos de Santiago. Ejerce como docente en la Universidad Diego Portales y Universidad Mayor, a cargo de la cátedra de Derecho Procesal y Derecho Procesal Penal.
Desde abril del 2018 vuelve al Ministerio Público, como Fiscal Regional de la Fiscalía Regional Metropolitana Norte.
En octubre de 2024 ejerce como fiscal persecutor en contra de Manuel Monsalve por la acusación de presunta violación.